# Oldenburg (huyện)
Oldenburg là một huyện ở Niedersachsen, Đức. Các đơn vị giáp ranh (từ phía đông theo chiều kim đồng hồ) là: các huyện Diepholz, Vechta, Cloppenburg và Ammerland, thành phố Oldenburg, huyện Wesermarsch và thành phố Delmenhorst.

## Lịch sử
Huyện Oldenburg đã được lập năm 1933. Cho đến năm 1988, thủ phủ nằm ở thành phố Oldenburg. Sau đó huyện lỵ là Wildeshausen.

## Địa lý
Huyện này nằm giữa vùng đô thị Oldenburg và Bremen. Sông Hunte chảy qua huyện theo hướng nam-bắc.

## Các thị xã và đô thị
| Thị xã                                                                                                   | Samtgemeinden |
| --- | --- |
| 1. Wildeshausen Đô thị tự do 1. Dötlingen 2. Ganderkesee 3. Großenkneten 4. Hatten 5. Hude 6. Wardenburg | - 1. Harpstedt 1. Beckeln 2. Colnrade 3. Dünsen 4. Groß Ippener 5. Harpstedt1 6. Kirchseelte 7. Prinzhöfte 8. Winkelsett 1thủ phủ của Samtgemeinde |